# Volante regulador

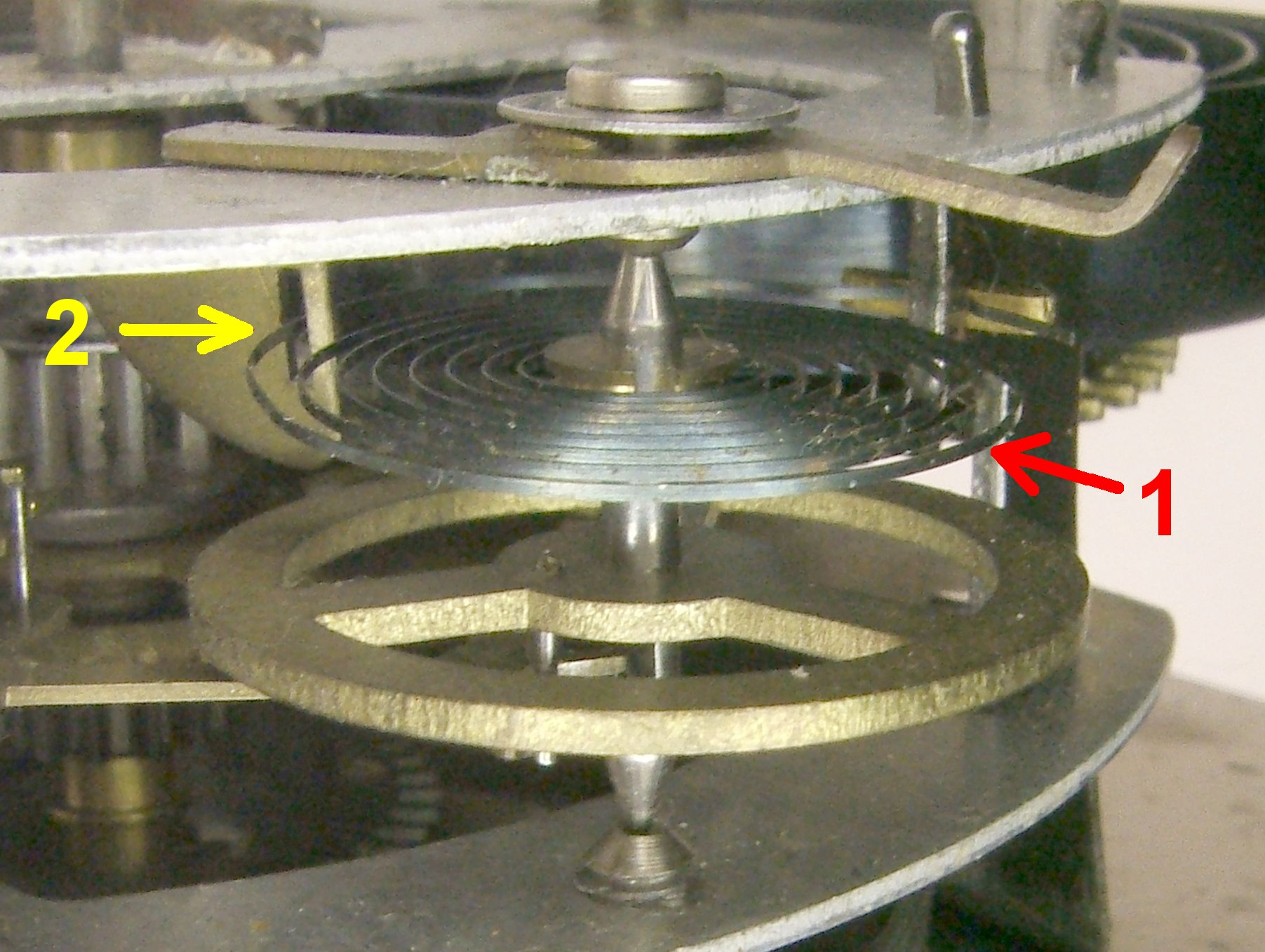
Vista de un reloj despertador económico de la década de 1950, el Apolo, de Lux Mfg Co. que muestra un resorte (1) y el volante compensador (2).

El  volante regulador  o volante compensador, es un dispositivo estabilizador utilizado en relojes mecánicos, que funciona de manera análoga al péndulo en un reloj de péndulo. Es una rueda con un giro ponderado de ida y vuelta, que se vuelve hacia su posición inicial mediante una  miga espiral . Este proceso está regulado por un escape, que transforma el movimiento rotativo del tren de engranajes en impulsos hacia el  volante compensador .

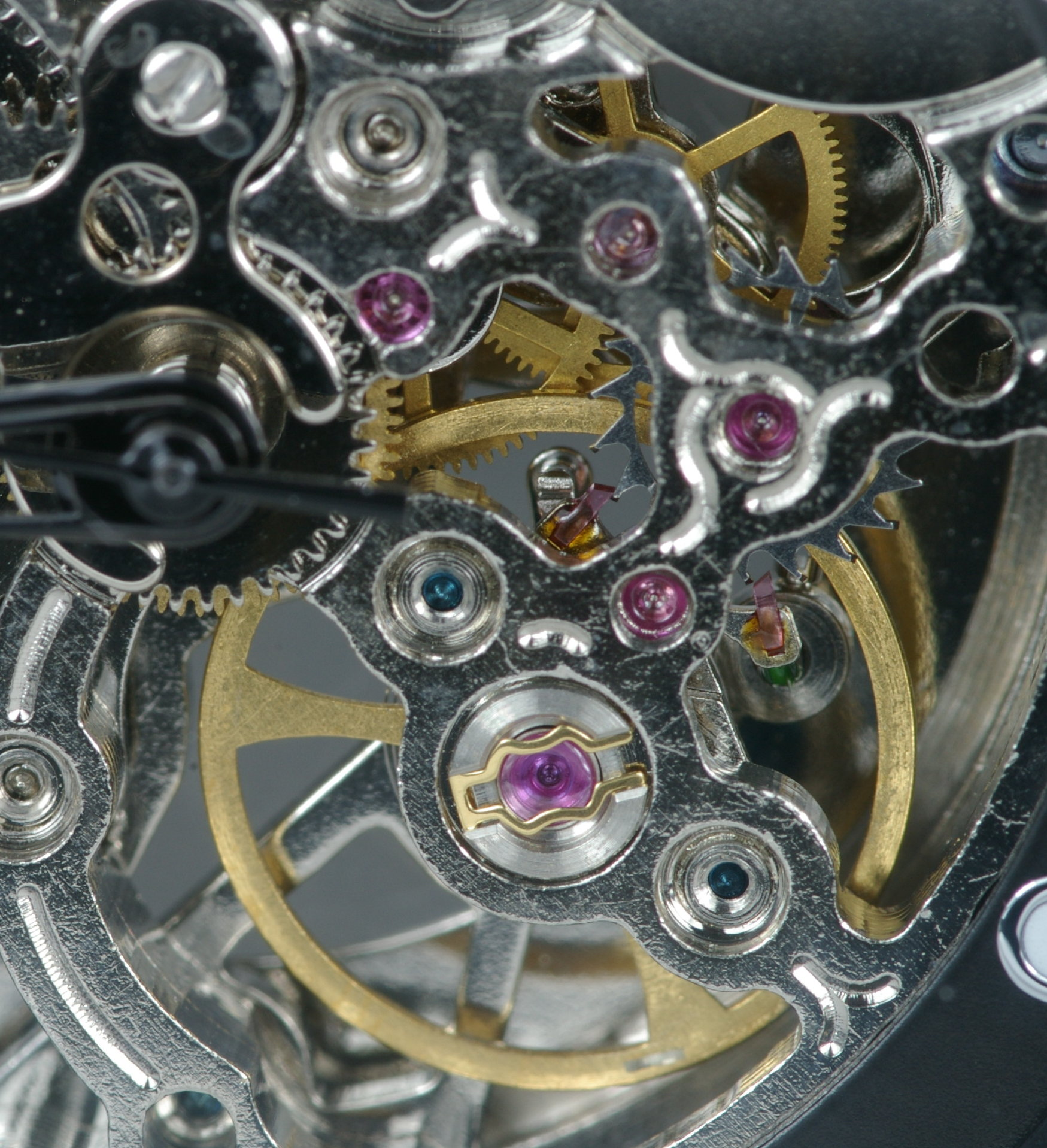
Moderno volante, en un movimiento de reloj chino.

Cada giro del volante (llamado "tic") permite que el sistema de engranajes adelante una magnitud fija, moviendo las manecillas hacia adelante. La combinación de la masa de la rueda y la elasticidad del resorte mantiene muy constante el tiempo entre cada cambio de posición o "marca", lo que originó su uso casi universal como regulador de los relojes mecánicos durante 600 años hasta nuestros días.
Desde su invención en siglo XIV hasta la invención del reloj de cuarzo, que aparece en la década de 1970, prácticamente todos los dispositivos portátiles de cronometraje han utilizado alguna forma de  volante compensador .

## Nota
- Datos: Q1928854
- Multimedia: Balance wheels / Q1928854